# 二色大苞兰
二色大苞兰（学名：Sunipia bicolor）为兰科大苞兰属下的一个种。种名 bicolor 意为“二色的”。